# Чирчело
Чирчело је насеље у Италији у округу Беневенто, региону Кампанија.
Према процени из 2011. у насељу је живело 935 становника. Насеље се налази на надморској висини од 694 м.

## Становништво
Према резултатима пописа становништва 2011. у општини је живело 2.476 становника.
| 1951. | 1961. | 1971. | 1981. | 1991. | 2001. | 2011. |
| ----- | ----- | ----- | ----- | ----- | ----- | ----- |
| 4.020 | 3.836 | 3.422 | 3.347 | 3.053 | 2.673 | 2.476 |